# Parafia Opieki Matki Bożej w Hańczowej
Parafia Opieki Matki Bożej – parafia prawosławna w Hańczowej, w dekanacie Krynica diecezji przemysko-gorlickiej; siedziba dziekana.
Na terenie parafii funkcjonują 2 cerkwie:
- cerkiew Opieki Matki Bożej w Hańczowej – parafialna
- cerkiew św. Paraskiewy w Kwiatoniu – filialna

## Historia

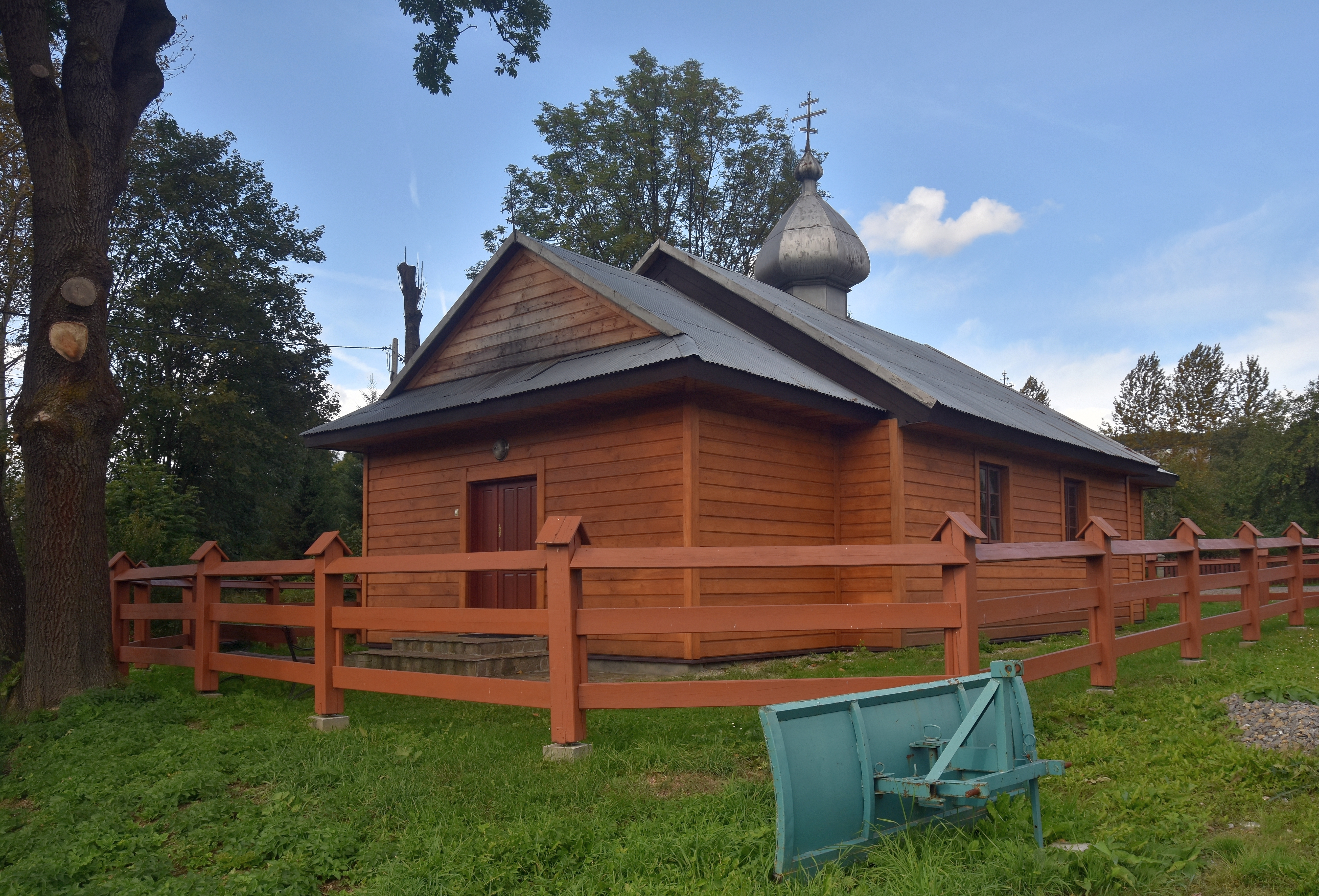
Cerkiew filialna św. Paraskiewy w Kwiatoniu

W 2016 placówka filialna w Kwiatoniu liczyła 8 wiernych.

## Zasięg terytorialny
Hańczowa, Kwiatoń

## Wykaz proboszczów
- 1958–? – ks. Michał Rydzanicz
- – ks. Aleksander Dubec
- – ks. Bazyli Janicki
- 1968–1987 – ks. Walenty Olesiuk
- – ks. Anatol Martyniuk
- od 1989 – ks. Władysław Kaniuk